# Łomna (potok)
Łomna (cz. Lomnáⓘ, ciesz. Łómnoⓘ), znana również jako Łomnianka (cz. Lomňankaⓘ, ciesz. Łómniankaⓘ) – potok o długości 17,5 km we wschodnich Czechach, w kraju morawsko-śląskim. Lewy dopływ Olzy. 
Swoje źródło ma w Beskidzie Morawsko-Śląskim na wysokości 870 m n.p.m., na północno-wschodnim zboczu szczytu Čuboňov (1014 m n.p.m.), leżącego w głównym grzbiecie wododziałowym Karpat, którym biegnie tu granica ze Słowacją. Spływa w kierunku północno-wschodnim przez miejscowości Łomna Górna, następnie w kierunku wschodnim przez Łomną Dolną, a następnie ponownie w kierunku północno-wschodnim przez Boconowice i Jabłonków, gdzie wpada do Olzy. Przez pierwsze 13 km przepływa przez tereny górskie, zasiedlone dopiero w XVII wieku.

## Przypisy

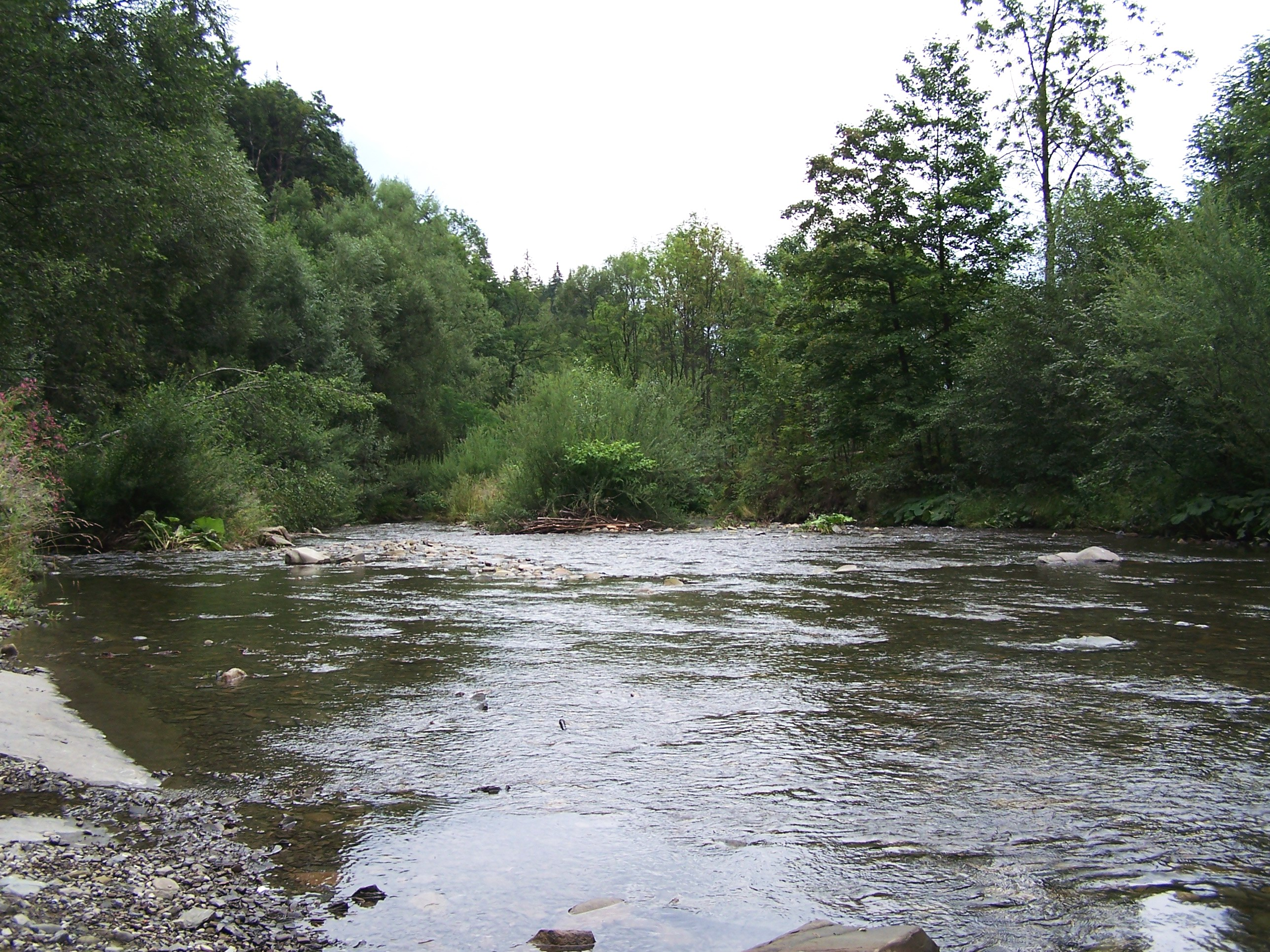
Łomna w Dolnej Łomnej
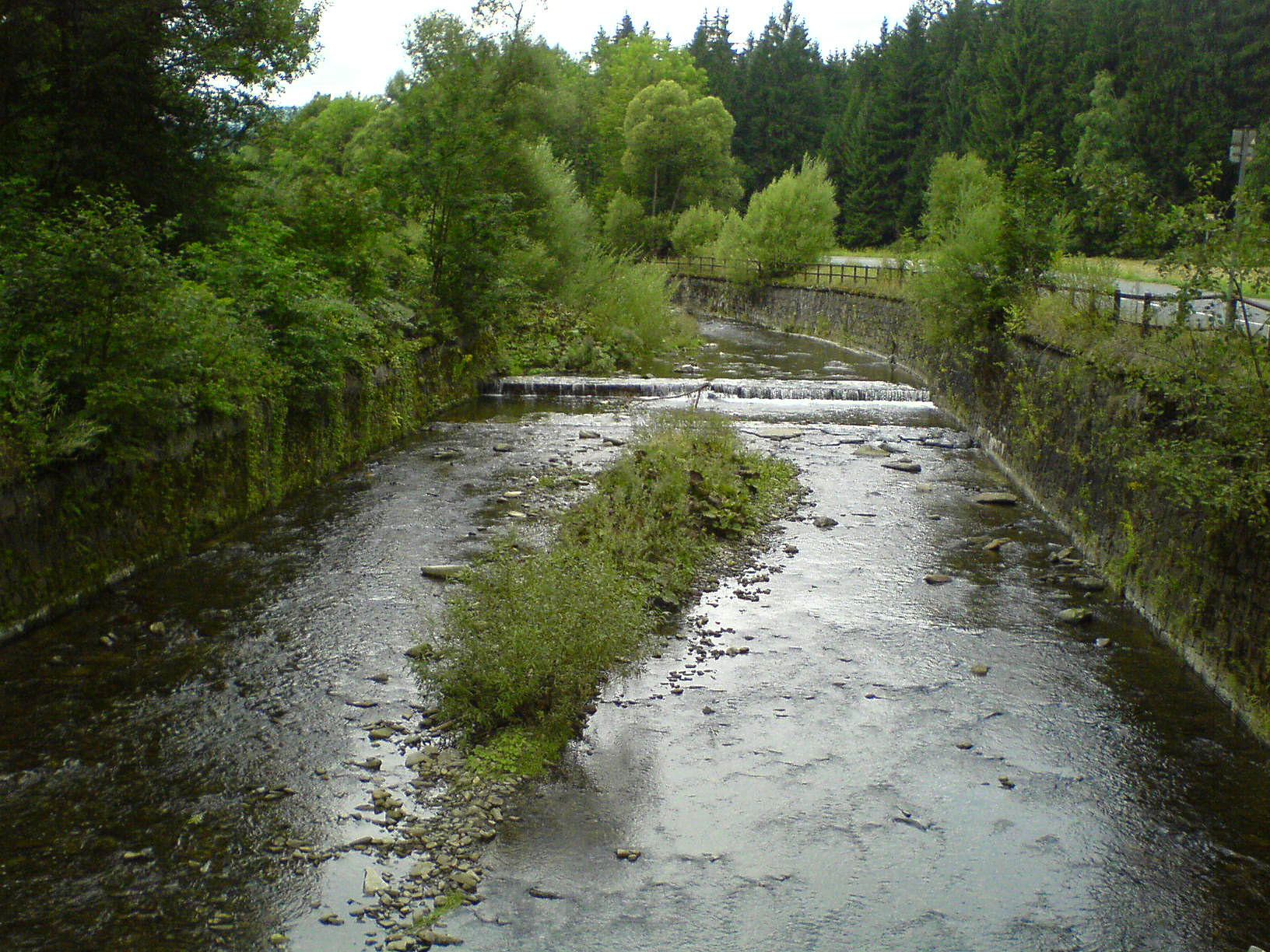
Łomna w Dolnej Łomnej
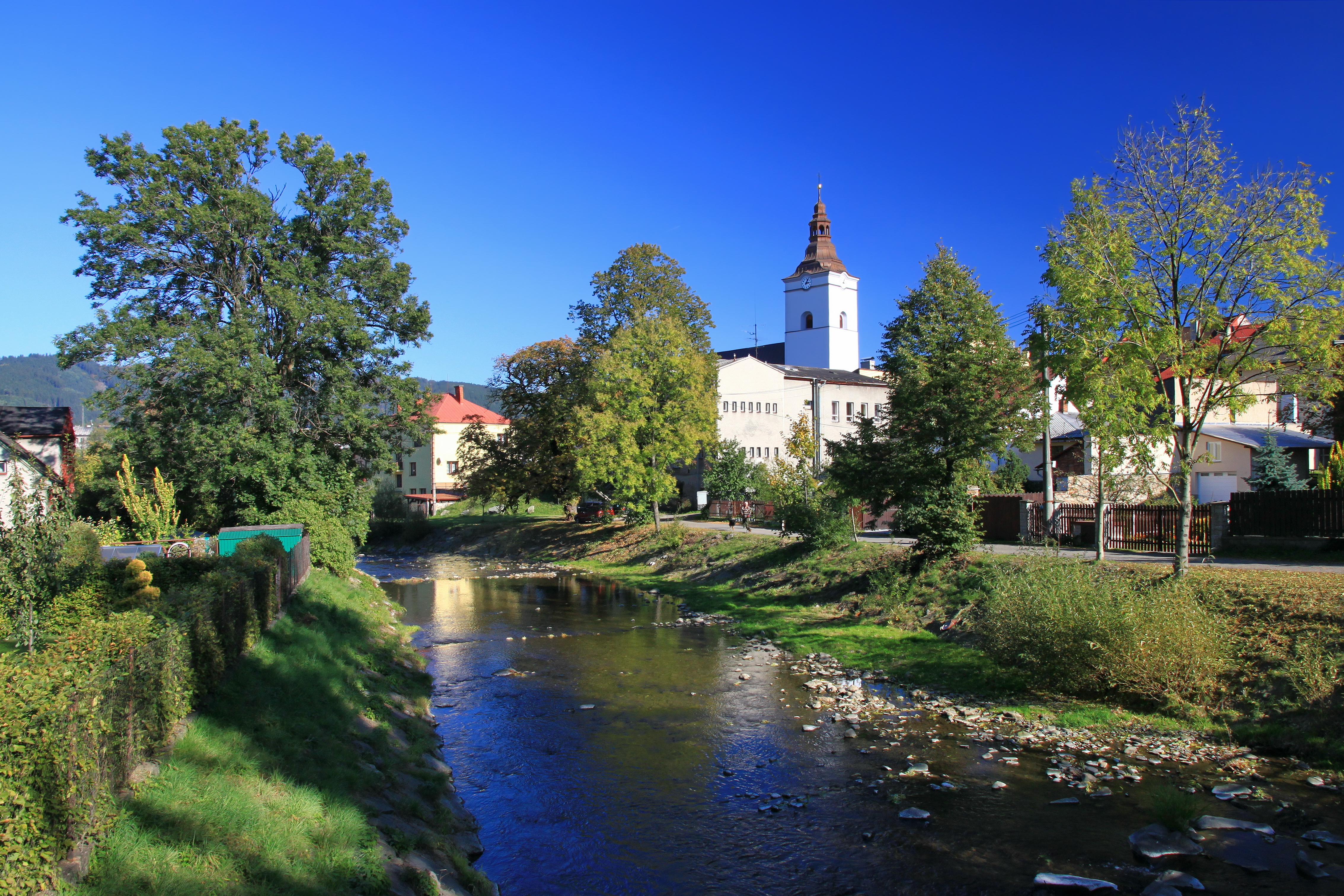
Łomna w Jabłonkowie

## Literatura
- Irena Cicha, Kazimierz Jaworski, Bronisław Ondraszek, Barbara Stalmach, Jan Stalmach: Olza od pramene po ujście. Český Těšín: Region Silesia, 2000, s. 16, 18. ISBN 80-238-6081-X.